# Dex (jeu vidéo)
Pour les articles homonymes, voir Dex.
Dex est un jeu vidéo indépendant développé par Dreadlocks Ltd. Il s'agit d'un jeu de rôle de type action-RPG à défilement horizontal qui se déroule dans un univers cyberpunk. Le jeu est financé sur Kickstarter et sort en 2015,.
Le 4 novembre 2013 le jeu a été greenlit pour Steam.

## Système de jeu
Dex est un jeu de plates-formes à défilement horizontal. Le joueur contrôle le personnage éponyme de Dex qu'il peut personnaliser via des cyber-implants.